# Agony Island
Agony Island är en ö i Marshallöarna.   Den ligger i kommunen Likiep, i den nordvästra delen av Marshallöarna, 400 km nordväst om huvudstaden Majuro. Arean är 0,47 kvadratkilometer.
Terrängen på Agony Island är platt. Den sträcker sig 0,8 kilometer i nord-sydlig riktning, och 1,5 kilometer i öst-västlig riktning.